# فرناندو اچاباری
فرناندو اچاباری (اسپانیایی: Fernando Echávarri‎؛ زادهٔ ۱۳ اوت ۱۹۷۲) قایقران قایق بادبانی اهل اسپانیا بود.